# شيلا واتسون (كاتبة)
شيلا واتسون (بالإنجليزية: Sheila Watson)‏‏ (24 أكتوبر 1909 في نيو ويستمينيستر، كولومبيا البريطانية - 1 فبراير 1998 في نانيامو إي، كولومبيا البريطانية) ناقدة، وروائية، وكاتِبة، ومُدرسة من كندا.

## التعليم
تعلمت شيلا واتسون في:
- جامعة كولومبيا البريطانية[5]
- جامعة تورنتو[5]